# 董奮帷
董奮帷（？年—？年），號广陵，河南汝宁府固始县人。明末政治人物。

## 生平
天啓元年（1621年）辛酉科河南乡试舉人，崇祯四年（1631年）辛未科进士。刑部观政，授河间县知县，七年回籍养病。